# 22628 Майклаллен
22628 Майклаллен (22628 Michaelallen) — астероїд головного поясу, відкритий 22 травня 1998 року.
Тіссеранів параметр щодо Юпітера — 3,490.